# Gegroefde lapsnuitkever
De gegroefde lapsnuitkever of taxuskever (Otiorhynchus sulcatus) is een kever uit de familie snuitkevers (Curculionidae).

## Beschrijving
Deze snuitkever is zwart van kleur, met vaak enkele lichtere plekjes op de dekschilden. Deze vlekken worden veroorzaakt door een onregelmatige fijne beharing die geelbruin van kleur is. De lengte is ongeveer 9 tot 11 millimeter en deze soort is te herkennen aan de sterk gegroefde, korrelige dekschilden, het zeer bolle achterlijf en de voor alle snuitkevers karakteristieke verlengde kop.

## Algemeen
Hoewel de kever veel voorkomt is het geen bekende verschijning in de tuin omdat de kever een nachtactieve soort is. Ook in huis komt de kever weleens voor waar hij aan de bladranden van de planten zijn karakteristieke halfronde happen achterlaat. De kever zorgt ook voor nageslacht door het leggen van eitjes in de grond waaruit na enige tijd de larven komen, die meestal zeer schadelijk voor de plant zijn. Het is een erg sloom dier dat niet snel kan rennen en niet kan vliegen. Deze soort heeft zeer goed ontwikkelde klauwtjes, waarmee de snuitkever zich stevig vast kan houden aan allerlei voorwerpen. De kever laat zich echter snel vallen zodra hij gestoord wordt en is daarna haast niet meer te vinden. Het is een kever die het hele jaar door gevonden kan worden, en in tegenstelling tot de meeste kevers, die maar kort leven, kan deze soort enkele jaren oud worden.

## Voortplanting en bestrijding

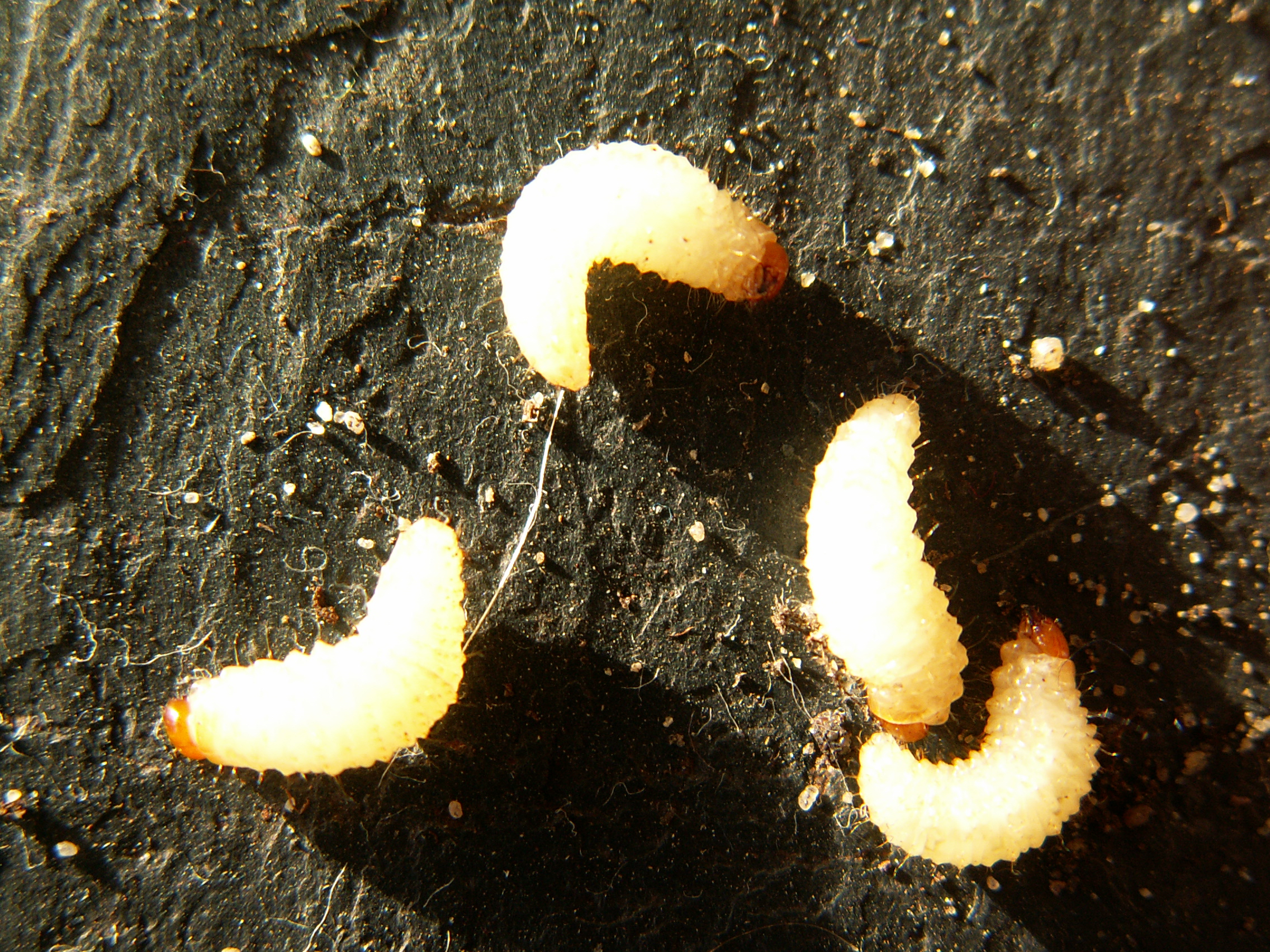
Larven van de gegroefde lapsnuitkever

Opmerkelijk is de voortplanting; er zijn vrijwel geen mannetjes en de vrouwtjes planten zich dus maagdelijk voort, dit wordt ook wel parthenogenese genoemd. De vrouwtjes leggen de eitjes in de lente. De larve is wit en made-achtig en heeft een duidelijk gesegmenteerd, harig, iets gekromd lichaam. De larve leeft ondergronds van plantenwortels en overwintert in de bodem. In principe veroorzaakt de larve in de tuin nauwelijks schade, maar in bloempotten of plantenkwekerijen waar soorten worden gekweekt die deze kever graag lust is het een zeer schadelijke soort, voorbeelden zijn Coniferen en Rododendrons. De larve eet wortels, de volwassen kever veroorzaakt ontsierende hapjes in bladeren. In 2006 zijn door de bijzondere zomer zeer veel kevers voortgekomen. Biologische bestrijding van de larven is mogelijk met parasitaire aaltjes, bijvoorbeeld Steinernema kraussei, Steinernema feltiae en Heterorhabditis bacteriophora. De volwassen kevers kunnen bestreden worden met Beauveria bassiana, een parasitaire schimmel.